# Zobida similipuncta
Zobida similipuncta is een vlinder uit de familie van de spinneruilen (Erebidae). De wetenschappelijke naam van deze soort werd voor het eerst voorgesteld als Ilema similipuncta door George Francis Hampson in een publicatie uit 1914.
Deze soort komt voor in tropisch Afrika waaronder Congo-Kinshasa, Oeganda, Angola, Zambia, Malawi, Mozambique, Zimbabwe en Zuid-Afrika.